# Бухарестская агломерация
Бухарестская агломерация (рум. Zona Metropolitană București) —  городская агломерация и предполагаемый проект столичной области, включающий в себя Бухарест, столицу Румынии, и близлежащие коммуны. В случае завершения строительства, его население составит около 2,3 миллиона человек, что лишь немного больше, чем население самого города (1,9 миллиона). Он также будет входить в сеть METREX.
По данным Евростата, в Бухаресте проживает 2 412 530 жителей (по состоянию на 2015 год).

## История
Проект бухарестской агломерации был инициирован в 2003 году. Опрос, проведённый в 2008 году, показал, что около 70 % населения района поддерживают этот проект. Площадь самого города сейчас составляет 228 км², но на первом этапе площадь столичной области достигнет 1800 км². Возможное название для неё, вероятно, будет «Большой Бухарест».
На начальном этапе зона будет включать Бухарест и жудец Илфов. Существует несколько планов дальнейшего увеличения бухарестской агломерации до площади, примерно в 20 раз превышающей площадь самого города (с 228 км² до 5046 км²). Она будет включать 6 городов и 87 коммун из жудецов Илфов, Джурджу и Кэлэраши и будет простираться до границы с Болгарией на юге и до жудеца Прахова на севере. На промежуточном этапе расширение зоны будет включать 62 из 93 предложенных кандидатами населённых пунктов. Бухарестская агломерация может стать крупнейшим портом на Дунае после завершения строительства канала Дунай—Бухарест.
В расширенном Совете агломерации будет 105 советников, что вдвое больше, чем сейчас, а правительство назначит губернатора, должность которого будет аналогична должности префекта Бухареста.
| Иерархия органов планирование (в скобках это сколько выделяется поселений для проекта) | Основные населённые пункты | Площадь зоны (1-я стадия) | Население (1-я стадия) | Площадь зоны (промежуточная стадия) | Население (промежуточная стадия) |
| -------------------------------------------------------------------------------------- | -------------------------- | ------------------------- | ---------------------- | ----------------------------------- | -------------------------------- |
| Мэрия Бухареста                                                                        |                            | 228 км²                   | 1 883 425              | 228 км²                             | 1 883 425                        |
| ↓                                                                                      | Бухарест                   |                           | 1 883 425              | 228 км²                             | 1 883 425                        |
| Жудец Илфов (все населённые пункты)                                                    |                            | 1285 км²                  | 388 738                | 1285 км²                            | 388 738                          |
| ↓                                                                                      | Волунтари                  | 37 км²                    | 42 944                 | 37 км²                              | 42 944                           |
|                                                                                        | Пантелимон                 | 69 км²                    | 25 596                 | 69 км²                              | 25 596                           |
|                                                                                        | Буфтя                      | 55 км²                    | 22 178                 | 55 км²                              | 22 178                           |
|                                                                                        | Попешти-Леордени           | 56 км²                    | 21 895                 | 56 км²                              | 21 895                           |
|                                                                                        | Барагадиру                 | 22 км²                    | 15 329                 | 22 км²                              | 15 329                           |
|                                                                                        | Китила                     | 13 км²                    | 14 184                 | 13 км²                              | 14 184                           |
|                                                                                        | Отопень                    | 32 км²                    | 13 861                 | 32 км²                              | 13 861                           |
|                                                                                        | Мегуреле                   | 45 км²                    | 11 041                 | 45 км²                              | 11 041                           |
| Жудец Джуруджу (11 населённых пунктов)                                                 |                            |                           |                        | 656 км²                             | 65 825                           |
| ↓                                                                                      | Болинтин-Вале              |                           |                        | 41 км²                              | 12 929                           |
|                                                                                        | Михэйлешти                 |                           |                        | 69 км²                              | 7923                             |
| Жудец Кэлэраши (5 населённых пунктов)                                                  |                            |                           |                        | 295 км²                             | 23 492                           |
| ↓                                                                                      | Фундуля                    |                           |                        | 23 км²                              | 6851                             |
| Жудец Дымбовица (3 населённых пунктов)                                                 |                            |                           |                        | 206 км²                             |                                  |
| ↓                                                                                      |                            |                           |                        |                                     |                                  |
| Жудец Яломица (2 населённых пунктов)                                                   |                            |                           |                        | 56 км²                              | 4054                             |
| BMA                                                                                    |                            | 1811 км²                  | 2 272 163              | 2726 км²                            | 2 381 593                        |